# Cappella del Crocifisso (Lizzano)
La cappella del Crocifisso si trova nel centro storico di Lizzano, nelle immediate adiacenze del castello normanno; conservato in discrete condizioni, è una preziosa testimonianza della identità culturale storica dei lizzanesi.
È ipogea perché posta sotto il livello stradale di circa 150 cm; l'esterno è completamente imbiancato con calce. L'accesso all'edificio, scesi 7 gradini, avviene attraverso un portale che si apre nel lato orientale, sottoposto rispetto al livello stradale e preceduto da un portichetto rettilineo con intradosso a botte. Molto semplice è l'interno di forma rettangolare, con copertura costituita da due piccole cupole contigue, alte circa 550 cm; le volte a cupola sono affrescate con motivi di carattere sacro; tre finestrelle danno luce all'interno, caratterizzato da un bel pavimento maiolicato, rifatto nel 1875. Nella sacrestia retrostante l'altare della parete di sfondo, che è voltata a crociera e ripavimentata in epoca recente, una scaletta rudimentale porta al campanile (alto 250 cm), la cui campana risale al 1736.

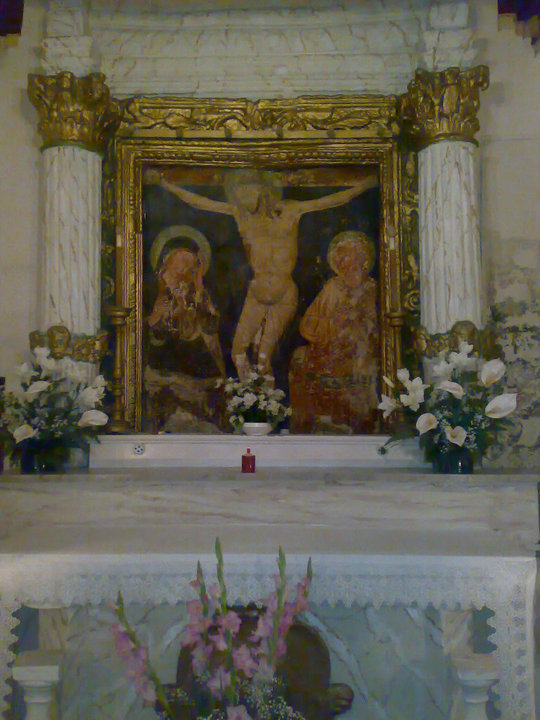
Deesis sull'altare maggiore

Nella Cappella, guardando l'altare, a destra, è ubicata una custodia di legno verniciato, che racchiude un'antica statua di cartapesta, di Sant'Elena imperatrice. Sul lato occidentale della cappella è custodita un'antica statua di legno di San Gaetano Thiene (alta 1,58 m), patrono del paese, ivi trasportata in seguito al crollo della volta della Chiesa Matrice, nel 1955. Al di sopra dell'altare si ammira un affresco di autore ignoto, databile approssimativamente intorno al XVI-XVII secolo. Esso che dà il nome alla chiesetta raffigura una Deesis ("intercessione", nel linguaggio iconografico è un insieme di tre figure: Gesù al centro, alla sua destra Maria santissima e alla sinistra, abitualmente, san Giovanni apostolo) di notevole valore artistico. L'aspetto dei personaggi è rappresentato con l'uso di linee rette e curve, soprattutto nel corpo di Cristo, tipiche della tradizione bizantina. Da notare, soprattutto, la dimensione del costato e del ventre deformati dalla sofferenza e dalla morte, elemento tipicamente bizantino. Il perizoma è reso con un colore bianco trasparente, che si addensa solo nelle linee che descrivono le pieghe. Evidenti sono la sproporzione e la resa poco realistica degli arti del Cristo, manca del tutto il senso della prospettiva; infatti le figure si sovrappongono al blu del piano di sfondo della Madonna e di san Giovanni. Sono solo i gesti e non l'inespressività dei volti a rendere il significato della rappresentazione iconografica. Come tutte le chiese antiche in stile bizantino, questa cappella contiene altri affreschi preziosi coperti tuttora da lavori di pitturazioni e intonaci effettuati nel passare dei secoli. Tra quelli di cui si ha memoria e se ne intravedono i resti si annoverano gli affreschi di San Domenico e di Sant'Antonio Abate.